# Kiernozia
Kiernozia – miasto w Polsce, położone w województwie łódzkim, w powiecie łowickim, siedziba miejsko-wiejskiej gminy Kiernozia. Położona jest nad rzeką Nidą, około 20 km na północ od Łowicza, przy drodze wojewódzkiej nr 584, na skrzyżowaniu dawnych traktów z Płocka do Łowicza oraz z Kutna do Sochaczewa. 
Uzyskała lokację miejską w 1523 roku, lecz już w 1579 została zdegradowana do rangi wsi; ponowne nadanie praw miejskich nastąpiło w 1784 roku, kiedy to jako prywatne miasto szlacheckie położona była w powiecie gąbińskim ziemi gostynińskiej województwa rawskiego. Została pozbawiona praw miejskich po raz drugi 13 października 1870 i włączona do gminy Kiernozia w powiecie gostynińskim. W latach 1867–1954 siedziba wiejskiej gminy Kiernozia (od 1 marca 1922 w  powiecie łowickim), 1954–1972 gromady Kiernozia, a od 1973 reaktywowanej gminy Kiernozia. W latach 1975–1998 należała administracyjnie do województwa płockiego. 1 stycznia 2024 po raz trzeci otrzymała status miasta, mimo że tylko 46,2% głosów oddanych w konsultacjach lokalnych poparło ten projekt. 
| SIMC    | Nazwa             | Rodzaj       |
| ------- | ----------------- | ------------ |
| 0566902 | Kiernozia-Parcela | część miasta |
| 0566919 | Stanisławów       | część miasta |

## Historia
W 1219 dostojnik Krystyn zapisał katedrze płockiej wieś Brodne sąsiadującą z Kiernozią. W 1303 biskup poznański Andrzej Zaremba poświęcił kościół w osadzie Kiernozia, wydzielonej z obszaru Czerniewa, któremu nadał dziesięcinę ze swego łanu w tej wsi. Również w dokumencie z 1359 stwierdza się, że Kiernozia i Czerniew były w dobrach biskupa poznańskiego. Miejscowości te w tamtych czasach były w rękach Kościoła. Następnym właścicielem byli Kiernoscy herbu Junosza.
Do II połowy XIX wieku Kiernozia miała prawa miejskie. Pierwotne dokumenty lokacyjne nie zachowały się, wiadomo jedynie, że pierwsza wzmianka o miejscowości pochodzi z 1303, kiedy poznański biskup Andrzej poświęcił tu kościół. Cały czas, aż do 1870 r., pozostając w rękach prywatnych (w XV wieku rodziny Sierpskich, potem Piwów, w XVIII Łączyńskich, następnie Lasockich) Kiernozia dwukrotnie uzyskiwała prawa miejskie (po raz pierwszy w 1567, drugi raz przed 1784) i dwukrotnie je traciła (w 1579 i ukazem carskim z 1870); w czasie szwedzkiego „potopu” w 1655 miejscowość w poważnym stopniu ucierpiała, w znacznej części została spalona.
Po rozbiorach Polski miejscowość znalazła się w zaborze rosyjskim i leżała w Królestwie Polskim. W XIX-wiecznym Słowniku geograficznym Królestwa Polskiego wymieniona jest jako osiedle, przedtem miasteczko leżące przy trakcie bitym z Łowicza do Płocka. W 1827 w miejscowości znajdowało się 36 domów i 451 mieszkańców. W 1866 31 domów zamieszkanych przez 352 mieszkańców, a w 1882 32 domostwa zamieszkane przez 534 mieszkańców. W miejscowości znajdowało się wówczas 8. sklepów, olejarnia tłocząca olej na sumę 650 rubli srebrnych rocznie, 11 rzemieślników oraz 2 felczerów. Odnotowane zostały również kościół, synagoga, szkoła początkowa i urząd gminy.
Trakty komunikacyjne zbiegają się na rynku, od którego na południowy wschód znajduje się kościół parafialny (pochowano tu w 1818 szczątki pani Walewskiej, metresy Napoleona), a dalej na wschód – park i pałac w Kiernozi. Kościół parafialny pod wezwaniem św. Małgorzaty, pierwotnie gotycki, pochodzi z XVI wieku. Znajdują się w nim: chrzcielnica z 1519, kamienne epitafia Sierpeckich, Piwów, Łączyńskich i Lasockich, portret trumienny Anny Piwowej z Zaborowa (ok. 1665), ołtarz z 1803; ciało pani Walewskiej pochowane jest w krypcie kościoła.
Od początku XVIII w. właścicielem Kiernozi był starosta Łączyński – dziadek Marii Walewskiej. Rodzina Łączyńskich wybudowała klasycystyczny, jednopiętrowy dwór kryty czterospadowym dachem, wokół którego urządziła rozległy park. W pobliskim Brodnie, 7 grudnia 1786, urodziła się Maria z Łączyńskich Walewska (kochanka Napoleona Bonapartego – z którym miała nieślubnego syna). Dorastała w rodzinnym dworze w Kiernozi razem z trzema siostrami i dwoma braćmi (Józefem i Teodorem), późniejszymi oficerami Napoleona. Guwernerem rodzeństwa był Mikołaj Chopin, który mieszkał w Kiernozi przez sześć lat (ok. 1795–1801).

## II wojna światowa
W maju 1940 Niemcy utworzyli w Kiernozi getto dla ludności żydowskiej. W grudniu 1940 przebywało w nim 650 osób. W marcu 1941 getto zostało zlikwidowane, a Żydzi wywiezieni do getta warszawskiego.

## Legendy
Z Kiernozią łączy się kilka legend.
- Miał tu się zatrzymać król Władysław Jagiełło w drodze na bitwę pod Grunwaldem. W okolicznych lasach miał polować na dziki (kiernozy) – stąd nazwa i herb miejscowości. Wieść niesie, że w pobliskim Osmolinie opalano (osmalano) z nich szczecinę, saniami wieziono je do Sannik, a jedzono (napełniano gęby) w nieodległym Gąbinie.
- Także Mikołaj Kopernik miał odwiedzić Kiernozię, podróżując ze swym wujem Łukaszem, biskupem warmińskim. Legenda głosi, że zgubił na tutejszym rynku swe gęsie pióro. Rynek ten nazywany jest teraz rynkiem Kopernika, a miejscowa drużyna piłkarska także nosi jego imię.
- Miejscowego starostę Łączyńskiego miał odwiedzać Tadeusz Kościuszko, którego imieniem nazwano szkołę, osiedle i kopiec usypany w parku, obok którego umieszczono głaz z wyrytą sentencją: ROZUM – OJCZYŹNIE, SERCE – BLIŹNIEMU, CAŁEGO SIEBIE – KIERNOZI.

## Herb
Herb (opracowano w 1847, ustanowiono uchwałą nr XIV/93/04 Rady Gminy w Kiernozi z dnia 21 kwietnia 2004r.) – brązowy biegnący dzik ze srebrnymi szablami (kłami) i srebrnym okiem, w zielonym polu.

## Zabytki
Według rejestru zabytków Narodowego Instytutu Dziedzictwa na listę zabytków wpisane są obiekty:
- kościół parafialny pw. św. Małgorzaty, XVI w., nr rej.: 100-VI-9 z 16.03.1961 oraz 114 z 15.08.1967
- dzwonnica, XIX w., XX w., nr rej.: 565 z 17.08.1967
- zespół pałacowy, XIX w.:
  - Pałac w Kiernozi, nr rej.: 93-VI-2 z 29.03.1949 oraz 115 z 17.08.1967
  - park, nr rej.: 566 z 17.08.1967

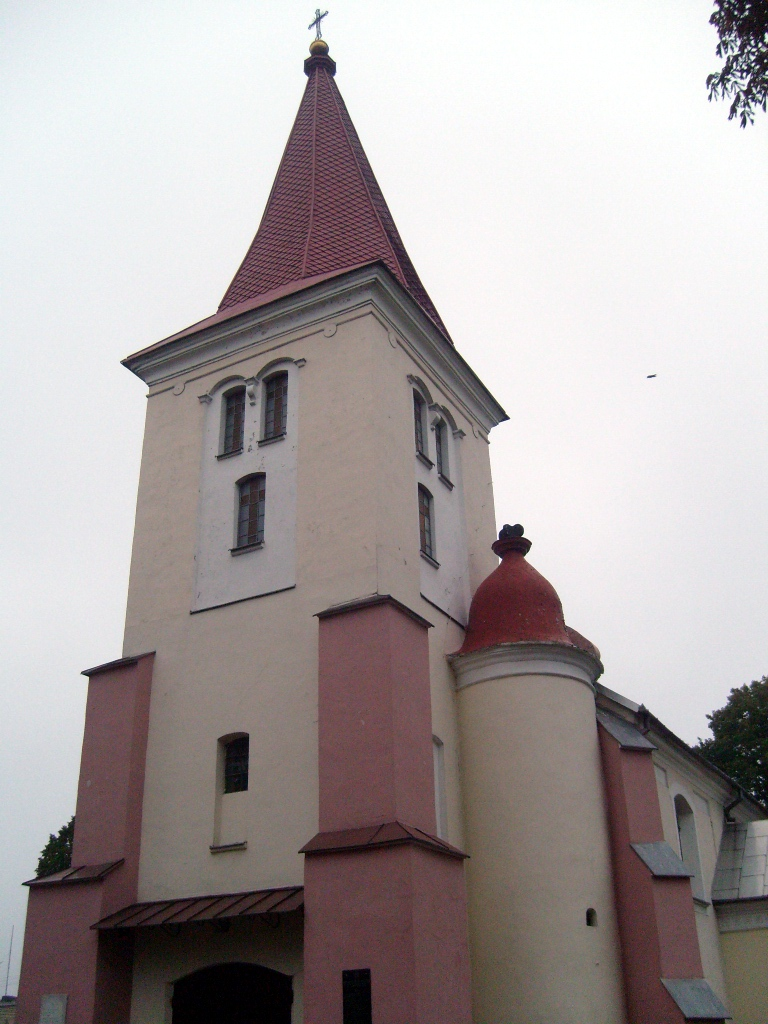
Kościół pw. św. Małgorzaty
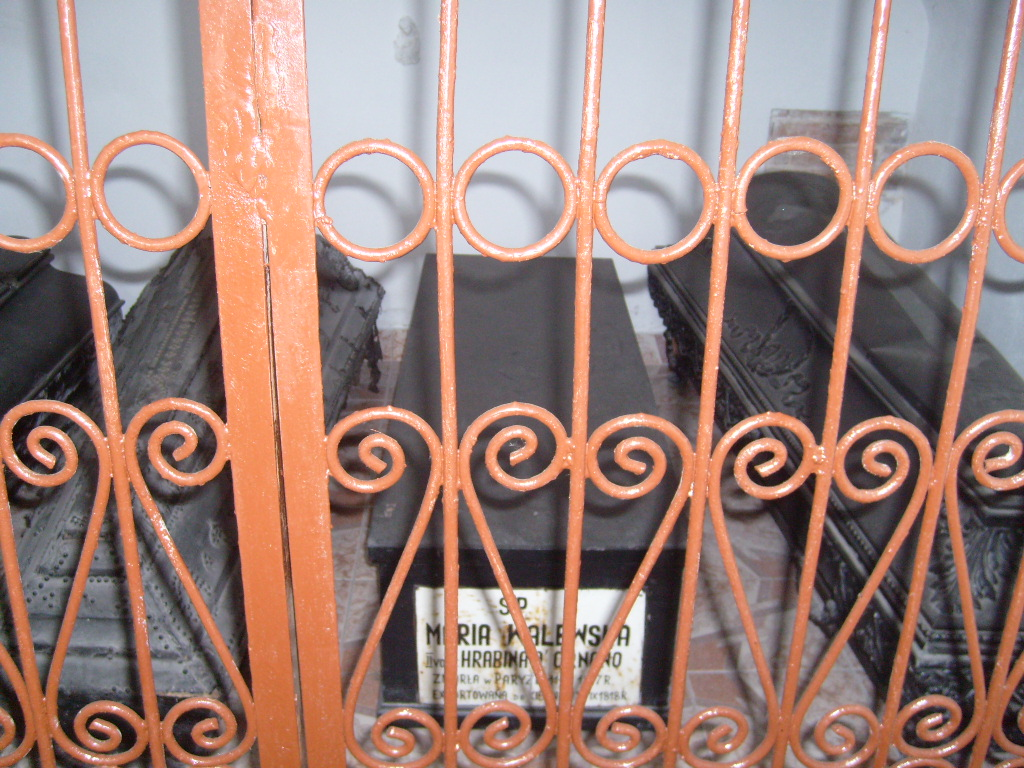
Trumna Marii Walewskiej w kościele pw. św. Małgorzaty
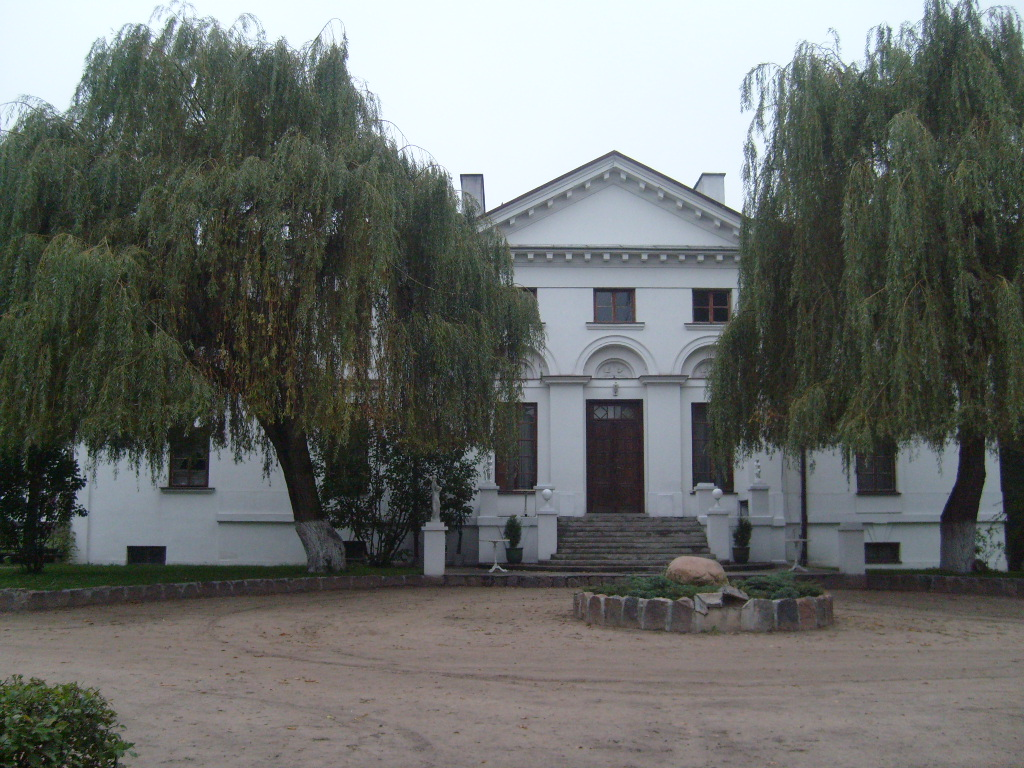
Pałac w Kiernozi Łączyńskich
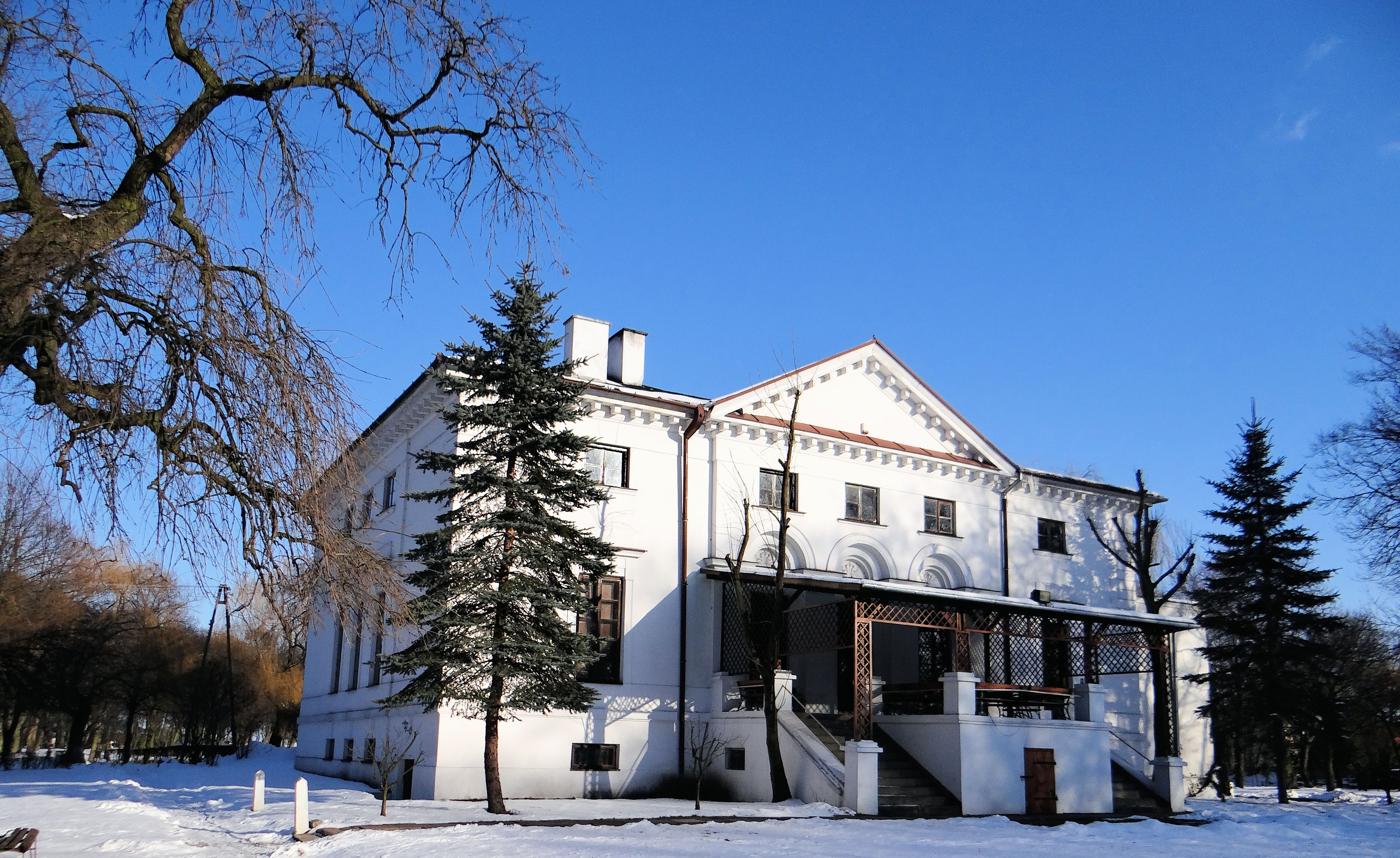
Pałac w Kiernozi zimą
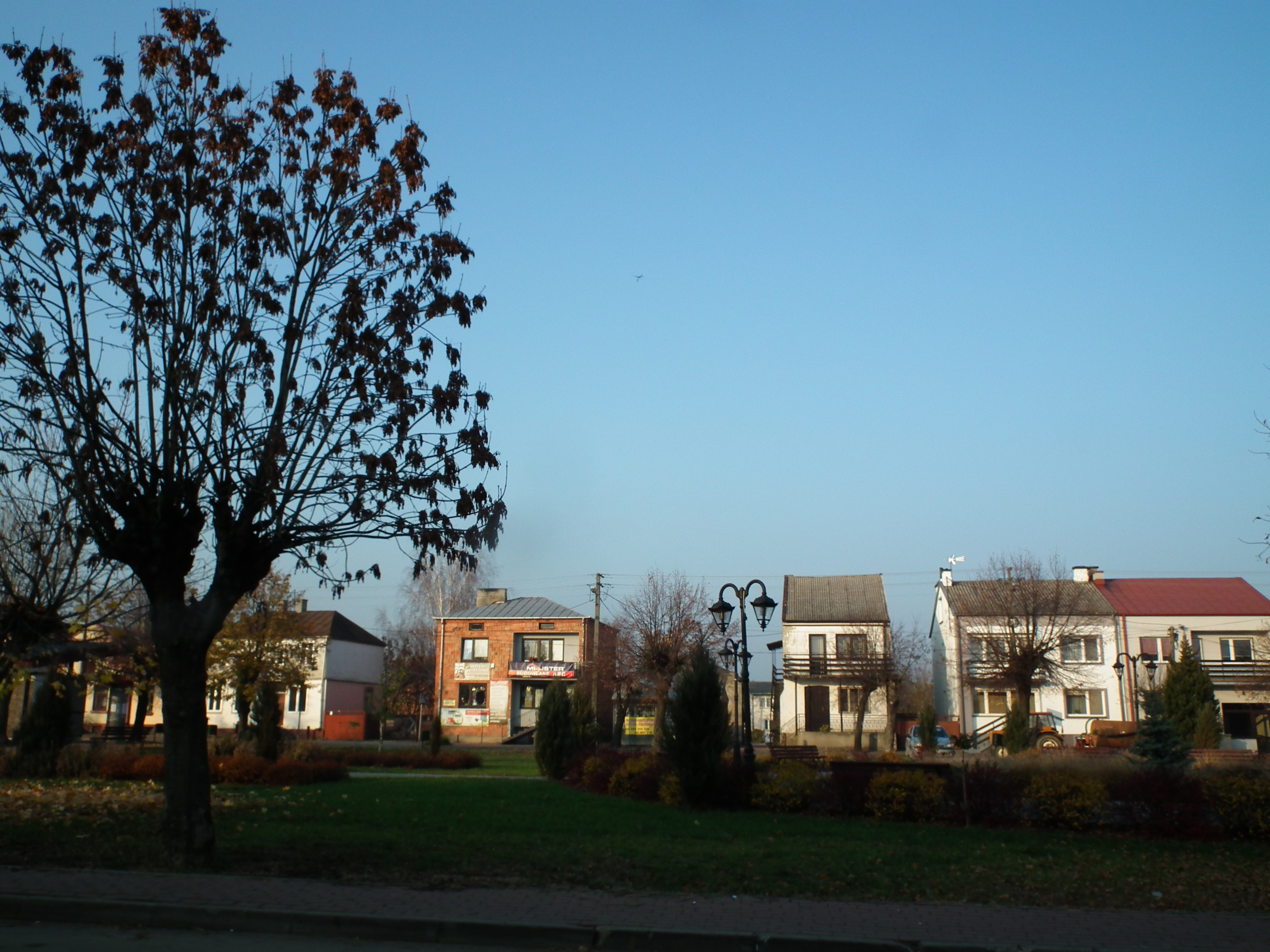
Fragment Rynku